# Ucrânia nos Jogos Olímpicos de Verão de 2016

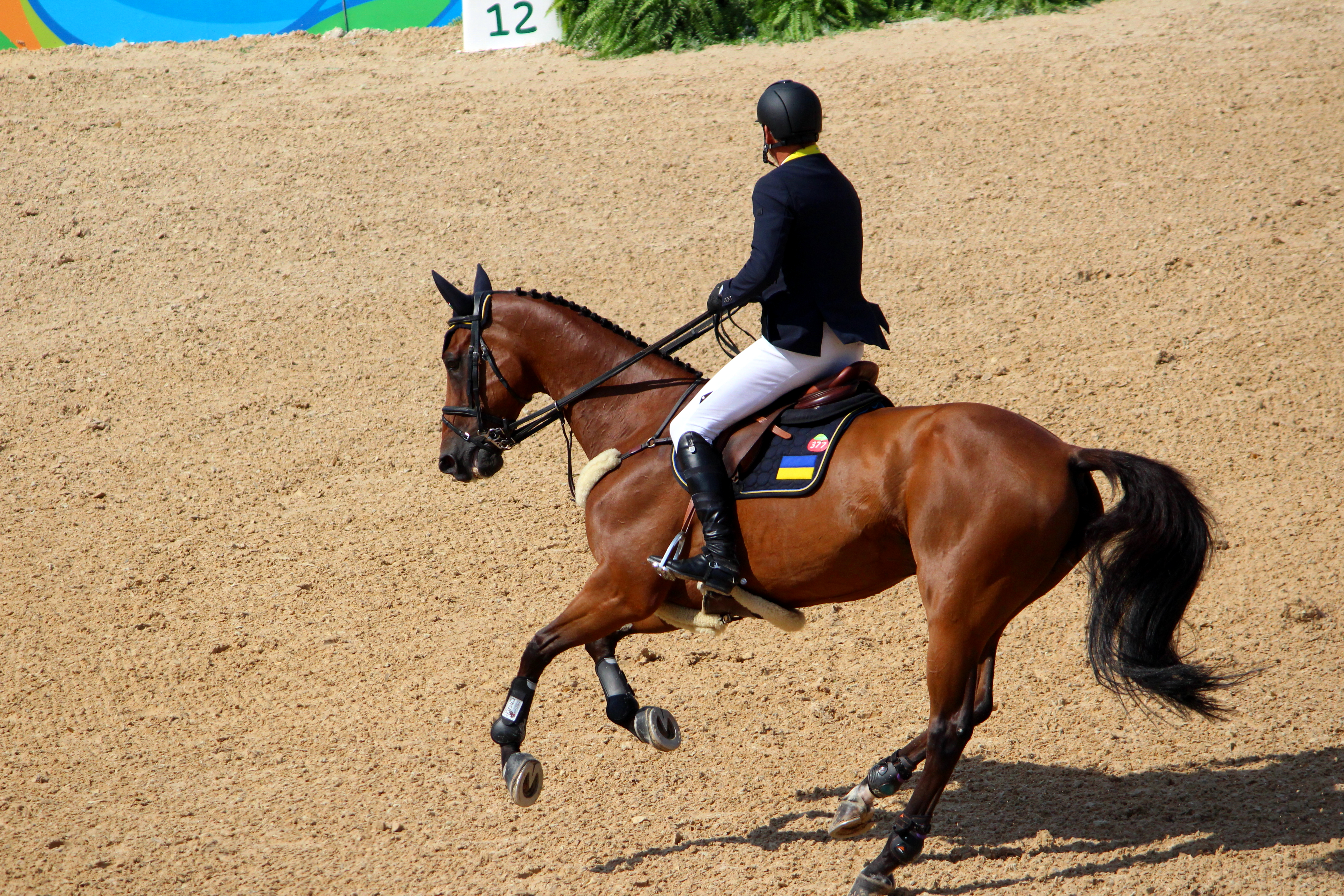
Ulrich Kirchhoff, representante da Ucrânia durante a prova de hipismo.

A Ucrânia participou dos Jogos Olímpicos de Verão de 2016, que foram realizados na cidade do Rio de Janeiro, no Brasil, entre os dias 5 e 21 de agosto de 2016. Essa foi a sexta participação consecutiva dessa nação nos Jogos Olímpicos de Verão na era pós-soviética.

## Boxe
| Atelta               | Modalidade                 | Rodada de 32       | Oitavas de final | Quartas de final | Semi-finais | Final       | Final         |
| Atelta               | Modalidade                 | Resultado          | Resultado        | Resultado        | Resultado   | Resultado   | Classificação |
| -------------------- | -------------------------- | ------------------ | ---------------- | ---------------- | ----------- | ----------- | ------------- |
| Mykola Butsenko      | Peso galo masculino        | MAR HamoutL 0–3    | Não avançou      | Não avançou      | Não avançou | Não avançou | Não avançou   |
| Volodymyr Matviichuk | Peso ligeiro masculino     | AZE SotomayorL 0–3 | Não avançou      | Não avançou      | Não avançou | Não avançou | Não avançou   |
| Dmytro Mytrofanov    | Peso meio-pesado masculino | FRA AssomoL 0–3    | Não avançou      | Não avançou      | Não avançou | Não avançou | Não avançou   |
| Denys Solonenko      | Peso meio-pesado masculino | AZE MammadovL 0–3  | Não avançou      | Não avançou      | Não avançou | Não avançou | Não avançou   |
| Tetyana Kob          | Peso-mosca feminino\|      | BUL PetrovaW 2–1   | GBR AdamsL 0–3   | Não avançou      | Não avançou | Não avançou | Não avançou   |

## Natação

### Mulheres
| Atleta          | Prova           | Eliminatórias | Eliminatórias | Semifinal   | Semifinal   | Final       | Final       |
| Atleta          | Prova           | Tempo         | Pos.          | Tempo       | Pos.        | Tempo       | Pos.        |
| --------------- | --------------- | ------------- | ------------- | ----------- | ----------- | ----------- | ----------- |
| Darya Stepanyuk | 50 m livre      | 25.67         | 42            | Não avançou | Não avançou | Não avançou | Não avançou |
| Darya Stepanyuk | 100 m borboleta | 1:00.81       | 33            | Não avançou | Não avançou | Não avançou | Não avançou |
| Daryna Zevina   | 200 m costas    | 2:08.88       | 8 Q           | 2:09.07     | 9           | Não avançou | Não avançou |

### Homens
| Atleta             | Prova              | Eliminatórias | Eliminatórias | Semifinal   | Semifinal   | Final       | Final       |
| Atleta             | Prova              | Tempo         | Pos.          | Tempo       | Pos.        | Tempo       | Pos.        |
| ------------------ | ------------------ | ------------- | ------------- | ----------- | ----------- | ----------- | ----------- |
| Serhiy Frolov      | 1500 m livre       | 15:04.61      | 17            | —           | —           | Não avançou | Não avançou |
| Andriy Hovorov     | 50 m livre         | 21.49         | 1 Q           | 21.46       | 2 Q         | 21.74       | 5           |
| Liubomyr Lemeshko  | 100 m butterfly    | 52.51         | 23            | Não avançou | Não avançou | Não avançou | Não avançou |
| Dmytro Oseledets   | 200 m breaststroke | 2:15.19       | 37            | Não avançou | Não avançou | Não avançou | Não avançou |
| Mykhailo Romanchuk | 1500 m freestyle   | 15:01.35      | 15            | —           | —           | Não avançou | Não avançou |